# Юфола
Юфола (на английски: Eufaula) е едно от подразделенията на северноамериканското индианско племе мускоги.
В окръг Бартоу в Джорджия има рекичка с името Юхари, която чероките наричат Юхали. Според Джеймс Муни черокското име на тази рекичка отговаря на крикското име Юфола. Дали някога юфола са живели на тази рекичка не е известно, но може би там е бил техният дом преди Войната ямаси (1715). Тъй като е известно, че ковета и касита са били в този район, няма основания да се смята, че юфола също не са били там. Следващото им местоположение, което е добре известно е на Таладега Крийк, на няколко мили южно от днешния Таладега в Алабама. По-късно този град става известен като Стария град Юфола или Юфолахачи. В ранните години на 18 век голяма част от племето се премества на югоизток до средното течение на Талапуса, където стават известни като горни юфола. На това място се споменават още две техни селища – Голяма Юфола и Малка Юфола. Селище Юфола се споменава и сред долните крики на Патуала Крийк в Джорджия. В преброяване от 1832 г. долните юфола се споменават заедно с едно село на Чолоколохачи Крийк. Част от племето се премества във Флорида през 1761 и основава селище известно като Чуко чати – Червена къща.